# Francesco Biangardi

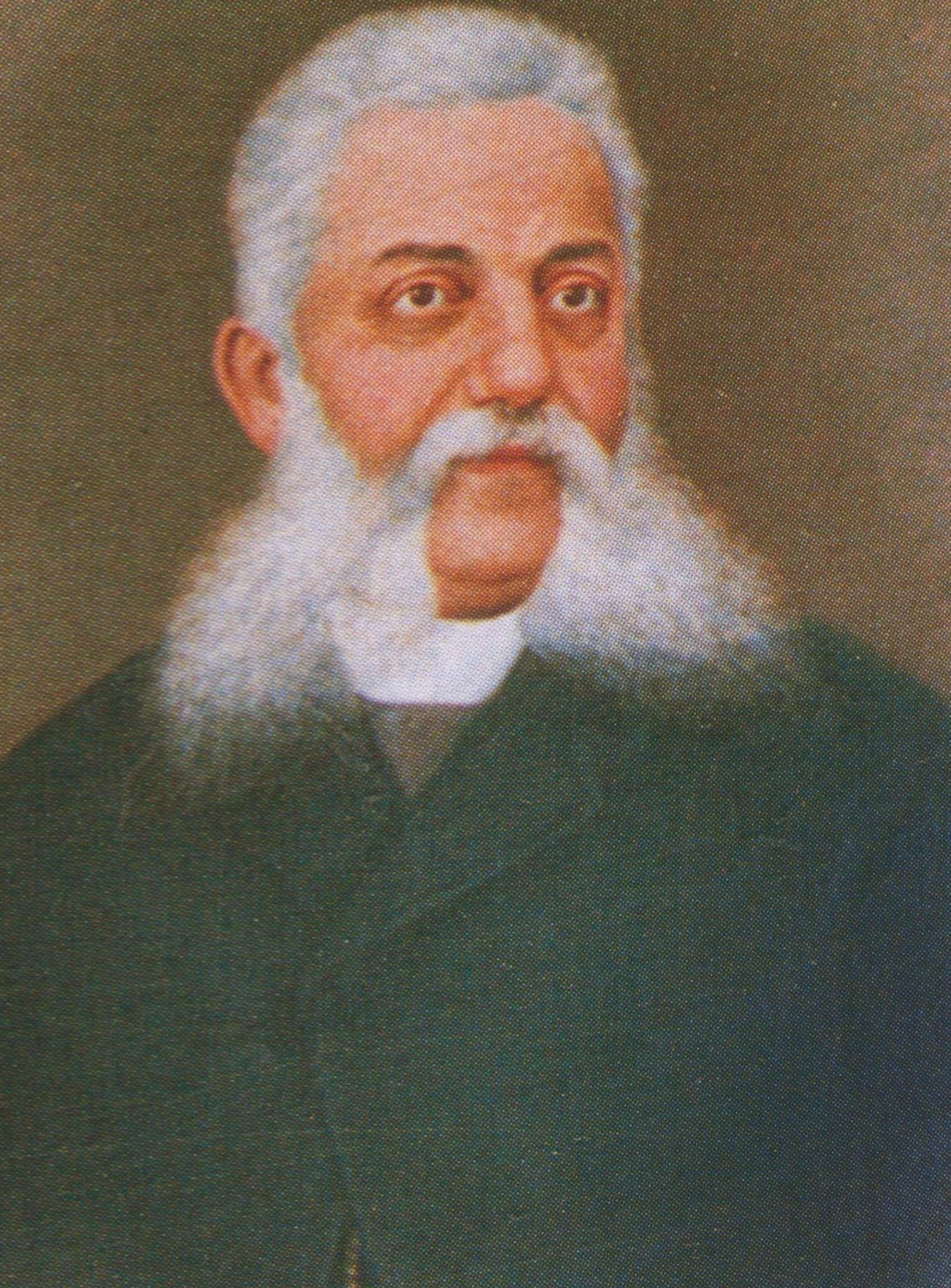
Francesco Biangardi

Francesco Biangardi (Napoli, 16 febbraio 1832 – Caltanissetta, 21 febbraio 1911) è stato uno scultore italiano, noto soprattutto per le sue opere in Sicilia.

## Biografia
Naque a Napoli il 16 Febbraio 1832, a Forcella. Figlio dello scultore Vincenzo Biangardi e di Carolina Tugno, Francesco impara l'arte del padre presso la bottega di famiglia. Partito a Roma per frequentare l'Accademia di Arte, divenuto noto nel napoletano, sposa una vedova che aveva già un figlio: Fortunato Pinto, che alla morte della mamma resterà con la famiglia Biangardi. 
Dopo la morte della prima moglie, sposa Giovanna Allegra che, nel 1861, darà alla luce suo figlio Vincenzo. Nel 1864 si trasferisce a Cittanova, luogo in cui realizzerà numerose sculture in legno, tra queste le undici Varette.
In quegli anni Francesco condivide la bottega con gli ebanisti Scionti,con i quali avrà una lunga e duratura amicizia.Non smise di avere contatti con la sua bottega d'origine a Napoli: nel 1856 la sua bottega è documentata dallo storico Giuliana che, parlando dello scultore Cardella da Girgenti, ci informa che lo scultore ha imparato l'arte presso la bottega Biangardi di Napoli.
In quegli anni nascono diversi suoi figli:
- Maria Concetta Caterina (1864)
- Maria Adelaide (1866 e morta nel 1871)
- Angelo Antonio (nato e morto nel 1869)
- Angelo (nato nel 1871 e morto nel 1872)
- Maria Antonietta (nata nel 1872 e morta a Caltanissetta nel 1848)
- Sofia (di cui non conosciamo la data di nascita ma sappiamo della sua esistenza da una lettera di Francesco al suo amico Camillo Palermo)
Nel 1873 va con tutta la famiglia a Mussomeli. Qui mette bottega insieme al figlio Vincenzo (appena dodicenne) nella Chiesa dell'Opera Santa, all'epoca chiusa al culto. Sono anni di duro lavoro, in cui vengono plasmate varie madonne in legno per la stessa Mussomeli e per vari centri siciliani. Anche il figliastro Fortunato si cimenta nell'arte della scultura. La Madonna della Pace di Mussomeli resterà però la sua unica opera.
Dal 1882, anno in cui vennero incaricati di costruire "La Veronica", realizzeranno quindici Vare. La mole di lavoro li convince, nell'Agosto 1886, a trasferirsi a Caltanissetta. Lì Francesco prende casa nella Via Re d'Italia con tutta la famiglia, divenne professore di plastica e continua a creare opere per tutta la Sicilia.
In quegli stessi anni, insieme al figlio Vincenzo, completa alcune Varette a Caltanissetta per poi spedirle a Cittanova. Il figlio dimostra tutte le sue capacità, vincendo numerosi concorsi e diventando uno scultore al pari del padre. Michele Alesso nel suo volume "il giovedì santo in Caltanissetta" (1903) dice addirittura che la sua bravura supera per forma e bellezza dei volti, quella del padre. Sono numerose le opere di Vincenzo di carattere profano: tra queste il rimprovero di Socrate.
Nel 1890 il Biangardi soffre la perdita del figlio Vincenzo, probabilmente per mano assassina come recitano varie leggende metropolitane, tutte diverse tra loro, ma che mai hanno trovato fondamenta storiche. Le Vare non ancora costruire verranno quindi terminate da Francesco, che morirà a Caltanissetta, il 21 febbraio 1911.

Nel 1992 la casa editrice Lussografica, dedica alla famiglia di scultori un prezioso volume, dove vengono fuori i tratti salienti delle loro opere e del loro vissuto. Una targa ricordo è posta nella casa dove abitò in via Re d'Italia a Caltanissetta e nel quartiere dell'Opera Santa a Mussomeli dove l'artista operò dal 1873 al 1886.

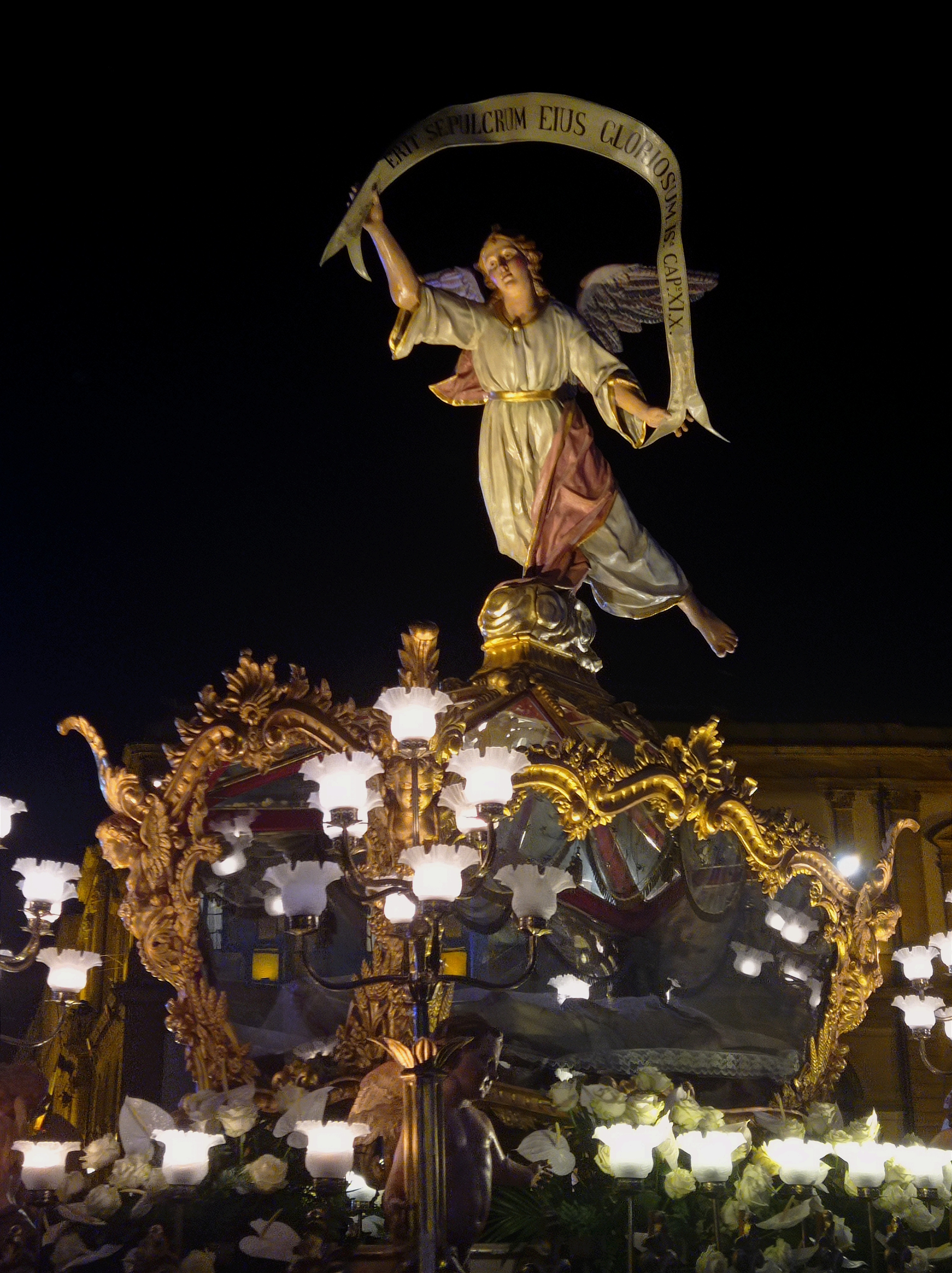
La Sacra Urna, una delle "Vare" del giovedì Santo di Caltanissetta in corteo.

## L'Arte dei Biangardi

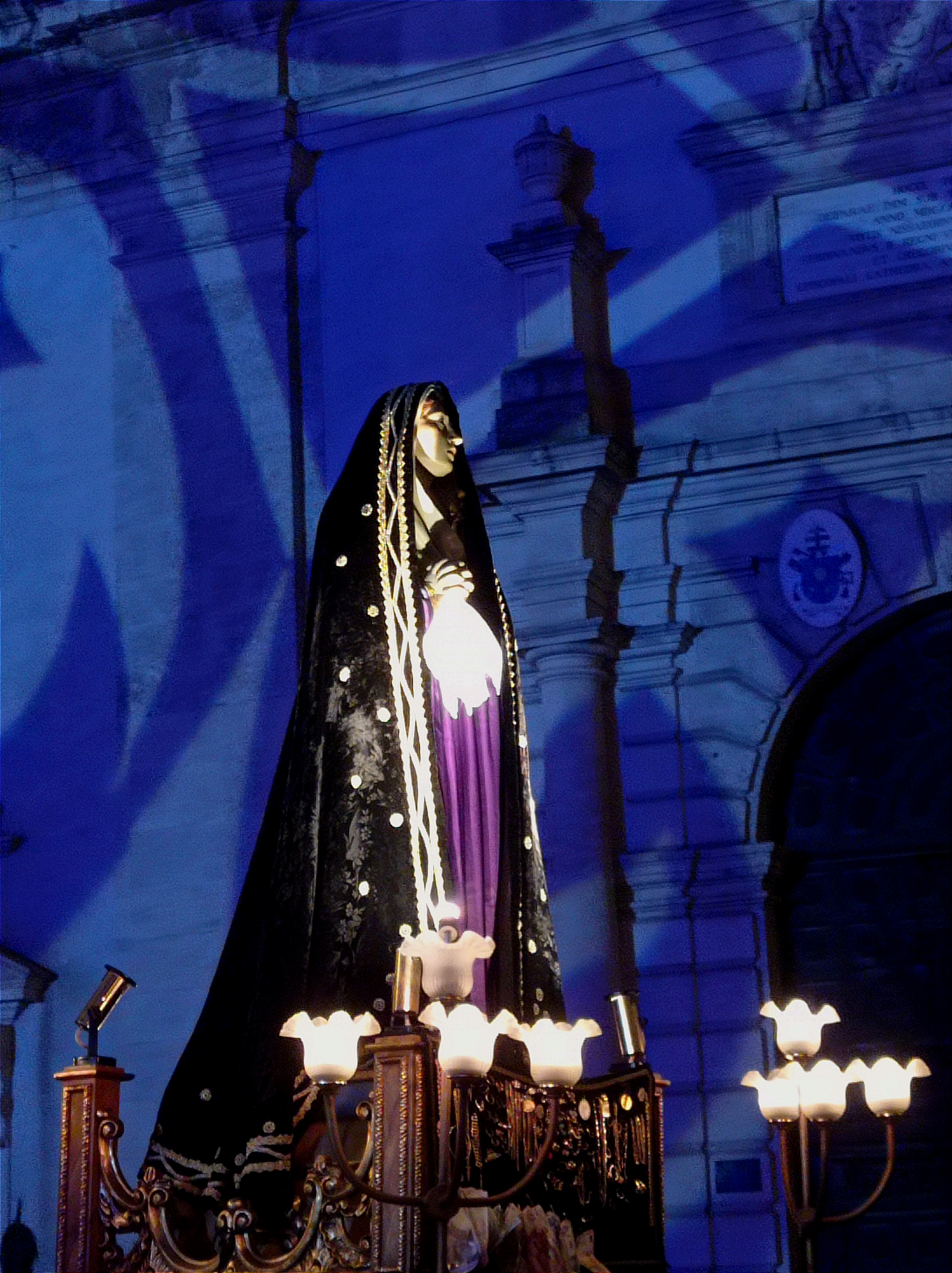
"Addolorata" ultima "Vara" del giovedì Santo a Caltanissetta in corteo.

Le loro sculture hanno origine dalla tradizione napoletana dei presepi della seconda metà del 1800 ed è tipica dei modellatori delle statuine presepiali del 1700, realizzati con materiali vari. L'opera del figlio Vincenzo appare anatomicamente e nelle proporzioni più curata, aderendo al gusto accademico dell'epoca. Merito dell'artista aver riempito di nuovo le chiese di Sicilia dopo che il 1866 le aveva svuotate. Aveva dimestichezza con vari tipi di materiali, come il legno, la cartapesta, la pietra. Proprio come nella più tradizionale tecnica presepistica napoletana, molte delle sue statue sono state create attraverso una tecnica mista di più materiali. La sua tecnica della "cartapesta giapponese", utilizzando diversi strati di carta su una madrice che fungeva da stampo, ha fatto sì che molte delle sue opere da un punto all'altro della Sicilia avessero praticamente lo stesso volto. Egli stesso dipingeva le sue opere, con grande bravura. Da recenti restauri di diverse opere si è potuto notare come i suoi colori fossero spesso pastello e che spesso usasse il rosa.

## Opere Principali dei Biangardi

### In Campania
A Napoli
- San Giacomo della Marcia (Chiesa di Santa Maria la Nova)

### In Calabria
A Cittanova
- Le Varette del venerdì Santo:

| Nome                       | Anno di realizzazione | Collocazione                  |
| -------------------------- | --------------------- | ----------------------------- |
| Orazione nell'orto         | 1865                  | museo delle varette Cittanova |
| La Flagellazione           | 1865                  | museo delle varette Cittanova |
| La coronazione di spine    | 1865                  | museo delle varette Cittanova |
| L'Ecce Homo                | 1892                  | museo delle varette Cittanova |
| La Caduta                  | 1865                  | museo delle varette Cittanova |
| Il Calvario                | 1889                  | museo delle varette Cittanova |
| La deposizione dalla croce | 1868                  | museo delle varette Cittanova |
| La Desolata                | 1883                  | museo delle varette Cittanova |
| La Maddalena               | 1867                  | museo delle varette Cittanova |
| La Pietà                   | 1866                  | Chiesa di San Girolamo        |
| L'Addolorata               | 1895                  | museo delle varette Cittanova |

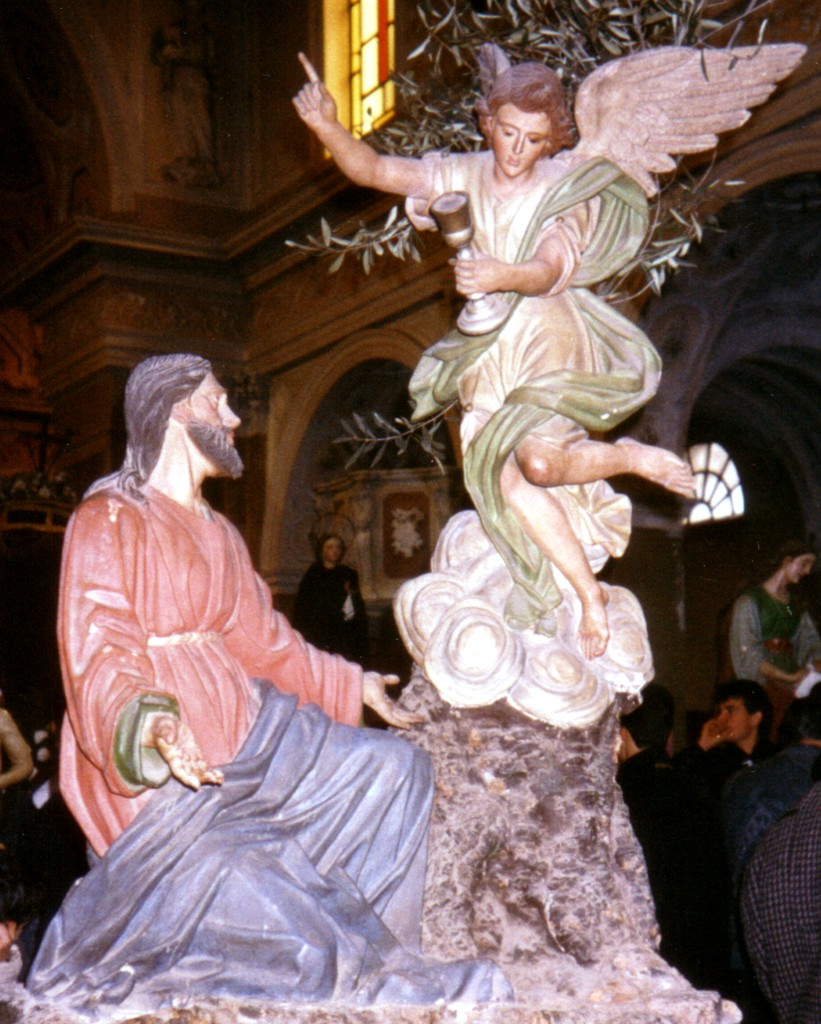
Varetta del Biangardi, Cittanova

- San Giuseppe (Chiesa di San Giuseppe)
- San Giovannino (Chiesa di San Giuseppe)
- Bozzetto Pietà (Chiesa di San GIuseppe)
- Bozzetto Desolata (collezione privata)

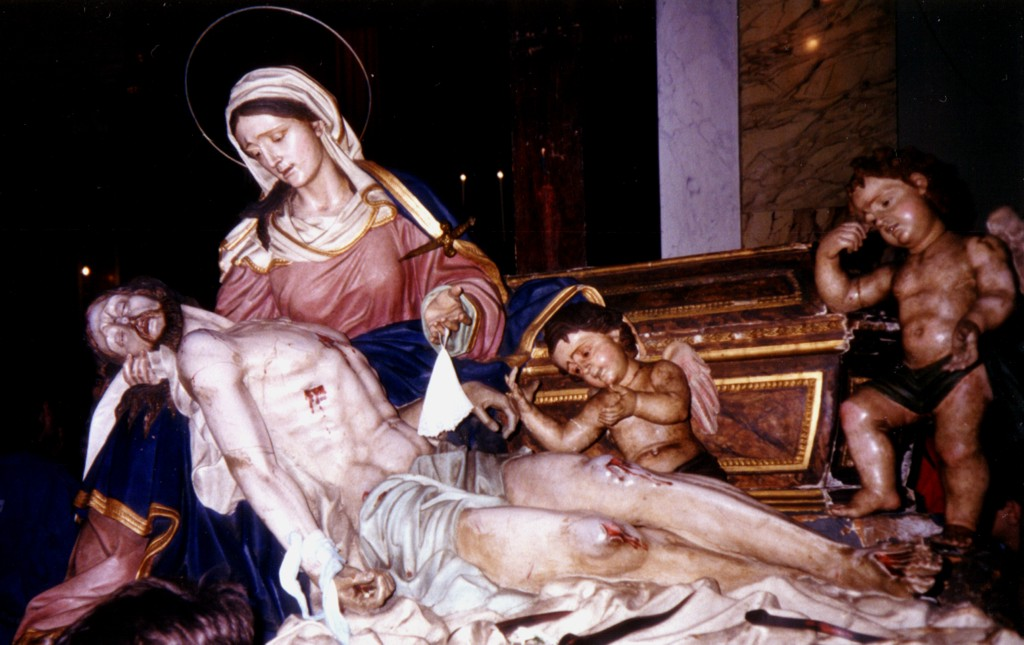
"La Pietà", varetta usata nella processione dei Misteri a Cittanova

A Rizziconi
- Cristo Risorto

### Agrigento e provincia
A Campobello di Licata
- Maria del Sacro Cuore (1870 circa)
- Il sacro Cuore e i due putti
- L'Immacolata
- Carro trionfale in legno

A Canicattì
- Madonna del riparo (chiesa Madonna del Riparo)

A Casteltermini
- Santa Lucia (Duomo)

A Ravanusa
- Madonna delle Grazie (XIX sec. ,Chiesa Madre)

### Enna e provincia
A Barrafranca
- Madonna Addolorata (Chiesa Madre)

### Caltanissetta e provincia
A Caltanissetta
| Foto | Nome                                              | Anno di realizzazione | Collocazione                                   |
| ---- | ------------------------------------------------- | --------------------- | ---------------------------------------------- |
|      | La Cena                                           | 1885                  | Chiesa di San Pio X                            |
|      | L'Orazione nell'orto                              | 1884                  | Chiesa di San Pio X                            |
|      | La Cattura                                        | 1884                  | Chiesa di San Pio X                            |
|      | Il Sinedrio                                       | 1886                  | Chiesa di San Pio X                            |
|      | La Flagellazione                                  | 1909                  | Chiesa di San Pio X                            |
|      | L'Hecce Homo                                      | 1892                  | Chiesa di San Pio X                            |
|      | La Condanna                                       | 1902                  | Chiesa di San Pio X                            |
|      | La Caduta                                         | 1886                  | Chiesa di San Pio X                            |
|      | Il Cireneo                                        | 1886                  | Chiesa di San Pio X                            |
|      | La Veronica                                       | 1883                  | Chiesa di San Pio X                            |
|      | La Crocifissione (Calvario)                       | 1891                  | Chiesa di San Pio X                            |
|      | La Deposizione                                    | 1885                  | Chiesa di San Pio X                            |
|      | La Pietà                                          | 1888                  | Chiesa di San Pio X                            |
|      | La Sacra Urna                                     | 1892                  | Cattedrale                                     |
|      | L'Addolorata (Desolata)                           | 1896                  | Chiesa di San Pio X                            |
|      | San Biagio                                        |                       | Chiesa di San Sebastiano                       |
|      | l'Addolorata, San Giovanni, Cristo e la Maddalena |                       | Chiesa di San Sebastiano                       |
|      | Sant'Alfonso Maria de' Liguori                    |                       | Chiesa di San Sebastiano                       |
|      | Madonna da presepe                                |                       | Sagrestia della chiesa di San Sebastiano       |
|      | Addolorata                                        |                       | Cattedrale                                     |
|      | San Giovanni                                      |                       | Cattedrale                                     |
|      | L'Assunta                                         | 1887                  | Chiesa di San Giuseppe                         |
|      | Madonna della medaglia miracolosa                 |                       | Chiesa di San Giuseppe                         |
|      | L'Addolorata                                      |                       | Chiesa di Sant'Antonio alla Saccara            |
|      | La Pietà                                          |                       | Chiesa del Sacro Cuore di Gesù (Cozzo di Naro) |
|      | Statue della tomba Saetta                         |                       | Cimitero monumentale degli Angeli              |
|      | San Francesco                                     | 1882                  | Santuario del Signore della Città              |
|      | San Giovanni Battista                             |                       | Chiesa di San Giovanni                         |
|      | Cristo Risorto                                    |                       | Sagrestia della Cattedrale                     |
|      | San Benedetto da Norcia                           |                       | Sagrestia della Chiesa di Sant'Agata           |
|      | Sant'Agnese                                       | 1900                  | Chiesa di San Francesco                        |
|      | L'angelo dell'Addolorata                          | 1896                  | Seminario vescovile                            |

A Caltanissetta eseguì nel 1883 il restauro alla statua del Santo Patrono, San Michele, opera di Stefano Li Volsi e conservata nella Cattedrale e, dello stesso autore, la statua di San Sebastiano conservata nell'omonima chiesa.
A Delia
- L'annunziata (1885, Chiesa Madre Santa Maria di Loreto)
- La Madonna delle Grazie (Chiesa Madre Santa Maria di Loreto) restauro rifacimento

A Milena
- Sant'Antonio Abate (1896, Chiesa Madre)
- San Giuseppe (1898, Chiesa Madre)
- Maria SS Addolorata (databile tra 1896-1898, Chiesa Madre)

A Mussomeli
- La Madonna del Carmelo (1874, Chiesa del Carmelo)
- La Madonna della Pace (Chiesa del Carmelo)
- La Madonna Addolorata (1875, Chiesa San Giovanni)
- Il Bambino Gesù (Chiesa di San Giovanni)
- La Madonna dei Miracoli (1876, Chiesa di San Domenico)
- La Madonna del Rosario (1876, Chiesa di San Domenico)
- La Madonna Assunta (Chiesa di San Gioacchino e Sant'Anna detta "dei Monti")
- La Madonna del Riparo (1875, Cappella Sorce Malaspina)
- Sant'Eligio (Chiesa di Sant'Antonio Abate)
- Il Bambino Gesù (Cappella Sorce Malaspina)
- Santa Rosalia (Chiesa di Santa Maria di Gesù)
- Presepe (Collezione Privata)

A Mussomeli eseguì il restauro del Crocifisso di frate Umile da Petralia, che si conserva nella chiesa di S. Gioacchino ed Anna, meglio conosciuta come chiesa dei Monti. Tale restauro, consistette nel totale rifacimento cromatico dell'opera falsandone l'originalità. Per questo lo storico Sorge, in un suo scritto,  definì la mano del Biangardi "mano disgraziata".
A Serradifalco
- L'urna (1900)
- San Giuseppe (Chiesa di San Giuseppe)

A Sutera
- San Giuseppe (Chiesa Madre, restauro rifacimento)

A Vallelunga Pratameno
- San Michele Arcangelo (XIX sec., Chiesa Madre)

A Villalba
- Maria Addolorata e l'angelo (XIX sec., Chiesa Madre)
- Sant'Antonio Abbate (XIX sec., Chiesa Madre)

### Ragusa e provincia
A Ispica
- Santa Lucia (1879, Chiesa Sant'Antonio Abate)

### Siracusa e provincia
A Noto
- Sacro Cuore (XIX sec., Cattedrale di Noto)

A Palazzolo Acreide
- Madonna del Rosario (Chiesa di San Paolo)

## Biangardi nella cultura di massa
Alla figura di Francesco Biangardi e di suo figlio Vincenzo sono state dedicate in questi anni varie opere di teatro, un cortometraggio e un romanzo:
- tra le opere teatrali ricordiamo: A Simana Santa, I mastri delle Vare e A Vara Nova; sono opere teatrali e musicali scritte da Francesco Daniele Miceli e Corrado Sillitti interpretate da varie compagnie teatrali. Alcune sono state realizzate al teatro Regina Margherita sin dai primi anni 2000, altre ancora all'interno del museo delle Vare, nel 2021 il teatro stabile nisseno ne fa una riduzione online nell'ambito del progetto: vite nascoste, dell'assessorato alla cultura. Nel 2025 il teatro stabile nisseno mette in scena lo spettacolo Rosa Biangardi, che racconta la vita della famiglia di scultori, da Napoli a Cittanova.
- il cortometraggio di Salvatore Riggi ha come titolo Biangardi, la creazione più bella; è stato proiettato in anteprima nazionale al teatro Regina Margherita di Caltanissetta il 21 Marzo 2024, ed ha avuto, nei giorni precedenti la Settimana Santa, 5 proiezioni molto acclamate dal pubblico. La storia si snoda in un momento cruciale della vita di Francesco, ovvero la perdita del figlio: tra ricordi e continui flash back ne viene fuori un avvincente racconto del rapporto tra padre e figlio.
- il romanzo ha come titolo I Biangardi, l'arte di dare luce al dolore, di Francesco Daniele Miceli; è stato presentato nell'ambito di "Caltanissetta Itinerari d'Identità" nel settembre 2023, proprio nei giorni di commemorazione della morte di Vincenzo Biangardi. Il Romanzo traccia una cronologia precisa della famiglia, avvelendosi comunque di pagine di fantasia che legano gli anni di Napoli a quelli Calabresi, sino agli anni siciliani e alla morte dello stesso Francesco. Tra i protagonisti del romanzo Vincenzo, il figlio prematuramente scomparso, Giovanna, moglie di Francesco, i figli e il figliastro, sino alla nipote Adele, morta nel 1991.
- Nel 2023, per ricordare i 150 anni della sua venuta a Mussomeli, l'associazione Mussomeli nella storia, organizza un convegno di studi.
- Nel 2023, il 23 Settembre, l'associazione Giovedì Santo, presieduta da Arcangelo Giammusso, tiene al teatro Regina Margherita uno spettacolo dedicato a Vincenzo Biangardi nell'anniversario della sua morte.
- Nel 2025 il teatro stabile nisseno dedica ai Biangardi il musical "Rosa Biangardi", scritto da Francesco Daniele Miceli con la direzione musicale di Corrado Sillitti e Mario Ferrara. A interpretare il giovane Francesco Biangardi è Ivano Cereda. Giovanni Speciale interpreta Fortunato, e diventa narratore di tutte le vicende della vita della famiglia di artisti, dagli esordi napoletani al viaggio a Cittanova, da Mussomeli all'arrivo di Caltanissetta. Tra gli interpreti principali Giuseppe Speciale (Don Gaetano), Ilenia Giammusso (Rosa), Salvina Fama (Sofia Biangardi), Ilaria Giammusso (Turidduzzu), Paola Pecoraro, che ha firmato le coreografie ha interpretato Giovanna Allegra.
- Nel 2025,in occasione del gemellaggio tra la FIDAPA di Caltanissetta e quella di Mussomeli, viene svolto un convegno di studi. Vi partecipano il prof. Dell'Utri, uno dei 4 storici autori del volume "I Biangardi la vita, l'epoca, le opere" , Francesco Daniele Miceli per Caltanissetta e Gabriella Barba da Mussomeli.